# 小瀬浩之
小瀬 浩之（おぜ ひろゆき、1985年9月2日 - 2010年2月5日）は、大阪府大東市出身のプロ野球選手（外野手）。右投左打。

## 経歴

### プロ入り前
幼少期からボーイズリーグの「鴻池オーシャン」に所属し、全国大会の出場はなかったが最終学年時には大会打率が5割を超える活躍を見せた。尽誠学園高等学校では2年時に第74回選抜高等学校野球大会に出場し、準々決勝で宮本賢を擁する関西高校に敗れたが8強入りに貢献した。関西学生野球連盟所属の近畿大学に進学後は1年時からベンチ入りし2年時には第34回日米大学野球選手権大会日本代表に、3年時には第35回日米大学野球選手権大会日本代表に選出された。リーグ戦通算72試合出場、297打数104安打、打率.350、1本塁打、17打点。4年時の秋季リーグで最優秀選手に選ばれ、首位打者を2回、ベストナインを3回受賞した。近大では3学年先輩に藤田一也が、2学年後輩に荒木貴裕と藤川俊介（阪神入団後の登録名は『俊介』）がいた。
大学1年時に一番の応援者であった母を亡くし、そのショックから一時は野球を止めようとすら考えていたが、近大野球部監督の榎本保に強く説得され「プロに入って立派な墓を建ててあげたいです」と翻意した。
2007年の大学生・社会人ドラフトでオリックス・バファローズから3巡目指名を受けて入団。スカウトに転身した藤井康雄が初めて担当した選手であった。

### プロ入り後
2008年はウエスタン・リーグで3割以上の打率を残し、7月15日に初めて一軍に昇格する。同日の対千葉ロッテマリーンズ戦においてスタメンで初出場し、プロ初打席で小林宏之から初安打となる遊撃内野安打を放つと、すかさず初盗塁も記録した。翌日にはプロ初打点を挙げた。7月19日の対北海道日本ハムファイターズ戦で多田野数人から走者一掃の適時二塁打を放って勝利に貢献し、試合後に勝利投手だった山本省吾と共にプロ入り初のお立ち台に上がった。以後、主に9番・左翼手としてスタメンに定着し、8月5日の対福岡ソフトバンクホークス戦で久米勇紀からプロ入り初本塁打を放ち、8月27日の対ソフトバンク戦では馬原孝浩から決勝スクイズを決めた。一時は3割を維持していた打率は9月中旬を境に落としていったが、9月29日の対埼玉西武ライオンズ戦では、延長10回表に大沼幸二からまたも決勝スクイズを決め、この試合の勝利でチームは9年ぶりにAクラス入りを果たした。その後、日本ハムとのクライマックスシリーズでは第1戦で8番・左翼手として出場し、チームは敗れるもダルビッシュ有からチームで唯一猛打賞を記録。翌第2戦は相手先発が左腕の藤井秀悟だったためスタメンから外れるも、最終回に代打で出場しマイケル中村から四球を選んだ。最終的に58試合に出場して打率.262、出塁率.342、チーム3位の7盗塁を記録する等、持ち味の俊足巧打を生かして一定の成績を残した。オフには結婚を発表。
2009年は、開幕前にスカイマークスタジアムでイチローとともに自主トレを行った。シーズン序盤は大村直之の加入とタフィ・ローズの外野守備復帰により出場機会が少なく、また自身も打撃不振に陥り打率も1割台前半に留まった。しかし、6月に準レギュラーを獲得すると6月は.275、7月は.317、8月は.362、9月は.417、とシーズン後半になるにつれて一気に打率を上げていき、7月16日の対ロッテ戦では渡辺俊介から逆転決勝打となるプロ入り初の三塁打を打った。最終的に、規定打席未到達ながら打率.303の好成績をマークした。公式戦における現役最終出場は、10月9日の対東北楽天ゴールデンイーグルス戦であり、2番・左翼手で先発出場。第3打席で藤原紘通から安打を放ったが、最終打席となった8回の第4打席は同じく藤原に対し見逃し三振に倒れた。オフにはフェニックスリーグに派遣された。

### 死去
ところが2010年2月5日、小瀬が春季キャンプで滞在していた沖縄県の宮古島市のホテルで、10階の自室から2階部分屋上に転落死しているところを発見された。警察は自殺と事故の両面から捜査したが、2月7日にオリックスの球団本部長は「事件性がなく、死因や遺書の有無についても警察から報告がなかった」と述べ、球団としてこれ以上調査はしないことを発表した。
オリックスの岡田彰布監督は小瀬の死について、「昨日までグラウンドで一緒に野球をやっていた。そんなん考えられへん！」とコメントした。だが死亡前日のトレーニング室では元気がなく、帰りのバス内では頭からタオルを被って座席に身を沈めている姿が目撃されていた。また、同年になってからチームメートに自殺を仄めかしていたことや、死亡する前に「ありがとうございました」というメールを数名の選手に送っていたことが報じられている。小瀬の母校である近大野球部の榎本監督も、「衝撃的です。大学へ自主トレに来た時は“今年はやります!”と言っていたのに…。あんな痛がりで怖がりなヤツが何で…。」と涙ながらに語った。近大野球部では、小瀬の大学時代の背番号である「7」について1年間欠番とする措置が取られた。なお、小瀬がオリックスで着用していた背番号の「41」は、佐野皓大が2020年に着用するまでの10年間欠番状態となっていた。
小瀬の訃報を聞いたダルビッシュ有や斉藤和巳など他球団の選手も、各々のブログで小瀬の死を悼んだ。
シーズン開幕直前の死去に伴い、2010年度版の選手名鑑には小瀬のデータが除外された上で発売された。しかし余りにも急な死であったため、小瀬が死亡した直後の2月8日発売の「週刊ベースボール2月25日号増刊 2010プロ野球全選手写真名鑑」には小瀬のデータが記載されており、「2010スポニチプロ野球選手名鑑」のように本文からは削除されたものの索引には小瀬の名が残っているという事例もあった。
小瀬の死を受けたオリックスは外野手が手薄となり、急遽西武の赤田将吾をトレードで獲得した。

## 選手としての特徴
1年目は早いカウントでは高打率を記録した反面、2ストライクに追い込まれた時と対左投手では打率1割台と課題も残したが、2年目はファーストストライクの打率は.359, 2ストライク後の打率も.284と安定感を見せた。右投手に強い一方で左投手を苦手にしており（2009年は右投手に.325, 左投手に.211）、そのため2009年は左投手キラーの下山真二と併用されていた。
俊足巧打で強肩の外野手というプレースタイル、広角に打ち分けるバットコントロールの良さ、イチローがかつての所属していた球団という共通点の多さもあって生前から一部では「イチロー二世」と称されていた。かつて共にプレーした清原和博からも「いいバッティングセンスしてる。イチローの出始めに似てるよね」と評されていた。
2008年12月6日に行われたオリックスOB総会に現役選手でただ一人乗りこみ、福本豊に技術面での教えを乞うたところ「プレーがいいね」との評価を受けた。

## 人物
試合後のヒーローインタビューなどではノリの良さが垣間見られ、ユニークな発言を連発していた。アレックス・カブレラが後ろにいたのに気が付かず、突然もみあげを引っ張られ、「痛っ!」と叫んでチームメイトらに大笑いされるなど、オリックスの選手たちの間ではいじられキャラとしてよく登場していた。特に年の近い大引啓次・坂口智隆と仲が良く、ファン感謝祭では3人で羞恥心のパロディとして「Bs羞恥心」を結成し、踊りを披露していた。また大引は東京ヤクルトスワローズへ移籍した2015年にプロ野球人生で初のリーグ優勝を経験するが、その際のビールかけに小瀬のユニフォームを着て臨んだ。
イチローと共に自主トレをした際には「愛すべきキャラ。僕はちょっと好きなタイプ。どんな舞台でもできそう。すっとぼけてましたしね」と評され、「ホゼ」というニックネームを与えられている。しかし、その反面で真面目で繊細な性格の持ち主であったと言われている。

## 詳細情報

### 年度別打撃成績
| 年 度     | 球 団      | 試 合 | 打 席 | 打 数 | 得 点 | 安 打 | 二 塁 打 | 三 塁 打 | 本 塁 打 | 塁 打 | 打 点 | 盗 塁 | 盗 塁 死 | 犠 打 | 犠 飛 | 四 球 | 敬 遠 | 死 球 | 三 振 | 併 殺 打 | 打 率 | 出 塁 率 | 長 打 率 | O P S |
| --------- | ---------- | ----- | ----- | ----- | ----- | ----- | -------- | -------- | -------- | ----- | ----- | ----- | -------- | ----- | ----- | ----- | ----- | ----- | ----- | -------- | ----- | -------- | -------- | ----- |
| 2008      | オリックス | 58    | 156   | 130   | 15    | 34    | 8        | 0        | 1        | 45    | 19    | 7     | 3        | 7     | 2     | 16    | 0     | 1     | 31    | 1        | .262  | .342     | .346     | .688  |
| 2009      | オリックス | 78    | 216   | 198   | 24    | 60    | 9        | 1        | 0        | 71    | 11    | 7     | 3        | 4     | 3     | 11    | 0     | 0     | 40    | 0        | .303  | .335     | .359     | .693  |
| 通算：2年 | 通算：2年  | 136   | 372   | 328   | 39    | 94    | 17       | 1        | 1        | 116   | 30    | 14    | 6        | 11    | 5     | 27    | 0     | 1     | 71    | 1        | .287  | .338     | .354     | .692  |

### 年度別守備成績
| 年 度     | 外野 | 外野 | 外野 | 外野 | 外野 | 外野   |
| 年 度     | 試合 | 刺殺 | 補殺 | 失策 | 併殺 | 守備率 |
| --------- | ---- | ---- | ---- | ---- | ---- | ------ |
| 2008      | 58   | 82   | 0    | 1    | 0    | .988   |
| 2009      | 72   | 101  | 1    | 1    | 0    | .990   |
| 通算：2年 | 130  | 183  | 1    | 2    | 0    | .989   |

### 記録
- 初出場・初先発出場：2008年7月15日、対千葉ロッテマリーンズ12回戦（千葉マリンスタジアム）、9番・左翼手として先発出場
- 初打席・初安打：同上、3回表に小林宏之から遊撃内野安打
- 初盗塁：同上、5回表に二盗（投手：小林宏之、捕手：里崎智也）
- 初打点：2008年7月16日、対千葉ロッテマリーンズ13回戦（千葉マリンスタジアム）、3回表に清水直行から中犠飛
- 初本塁打：2008年8月5日、対福岡ソフトバンクホークス17回戦（スカイマークスタジアム）、8回裏に久米勇紀から右越2ラン

### 背番号
- 41 （2008年 - 2010年2月5日）